# Сигезбекия
Сигезбекия (лат. Sigesbeckia) — род травянистых растений семейства Астровые (Asteraceae), распространённых в тропиках и субтропиках обоих полушарий.
Род назван в честь немецкого ботаника Иоганна Георга Сигезбека.

## Ботаническое описание
Однолетние травянистые растения. Стебли прямостоячие. Листья супротивные, цельные, на черешках, густо опушённые.
Корзинки многоцветковые, гетерогамные, около 5 мм в диаметре, на ножках, собраны в верхушечные и пазушные, общие щитковидные соцветия. Обвёртки колокольчатые, двурядные; наружных листочков 5, линейно-лопатковидные, растопыренные, заметно превышающие внутренние; внутренние листочки обратнояйцевидные, прямые, полуохватывающие семянки. Ложе корзинки плоское; прицветники плёнчатые, охватывающие семянки. Цветки жёлтые; краевые — однорядные, короткоязычковые или язычковые, пестичные; цветки диска (внутренние) трубчатые, обоеполые. Семянки удлинённо-клиновидные или удлиненно-обратно-яйцевидные, четырёхгранные, без хохолка, наружные из них более или менее изогнутые.

## Виды
Род включает 11 видов:
- Sigesbeckia agrestis Poepp. & Endl.
- Sigesbeckia australiensis D.L.Schulz
- Sigesbeckia flosculosa L'Hér.
- Sigesbeckia glabrescens (Makino) Makino — Сигезбекия оголяющаяся
- Sigesbeckia jorullensis Kunth
- Sigesbeckia nudicaulis Standl. & Steyerm.
- Sigesbeckia orientalis L. typus — Сигезбекия восточная
- Sigesbeckia pringlei D.L.Schulz
- Sigesbeckia pubescens (Makino) Makino — Сигезбекия пушистая
- Sigesbeckia repens B.L.Rob. & Greenm.
- Sigesbeckia serrata DC.